# Hrabovo (Ružomberok)
Osada a městská část Hrabovo se nachází v západní části města Ružomberok v okrese Ružomberok v pohoří Velká Fatra na Slovensku.

## Další informace
Se vznikem osady souvisí vybudování vodního díla v oblasti pro účely zásobování bavlnářských závodů. K rozvoji osady přispěl cestovní ruch, který souvisel s vybudováním lyžařského střediska na Malině-Brde. V roce 1964 byla z Hrabova vybudována kabinová lanovka Hrabovo - Malinô Brdo. Osada Hrabovo dnes slouží nejen jako dolní stanice zmíněné lanovky, ale také jako východiště do Velké Fatry. Kromě chatové oblasti se v ní nacházejí také mnohé plochy na rekreaci a sport. V současnosti se v okolí vodní nádrže realizuje stavba rekreačních budov.